# Thesium himalense
Thesium himalense là một loài thực vật có hoa trong họ Santalaceae. Loài này được Royle miêu tả khoa học đầu tiên năm 1839.